# Sarah Huchet
Pour les articles homonymes, voir Huchet.
Sarah Huchet est une footballeuse française, née le 4 mai 1994 à Léhon. Elle évolue au poste de milieu de terrain au Racing Power Football Club dans la Liga BPI du Portugal.

## Biographie
Elle évolue dans les clubs de l'ACS La Léhonnaise et du Dinan Léhon FC avant de rejoindre à l'âge de 15 ans le Stade briochin (qui deviendra l'EA Guingamp deux ans plus tard) ; elle fait son premier match en première division pour le compte de la troisième journée de la saison saison 2009-2010 le 11 octobre 2009 contre l'ASJ Soyaux.
Elle joue à l'été 2011 le Championnat d'Europe féminin de football des moins de 17 ans 2011 avec l'équipe de France, perdant en finale contre les Espagnoles.
Elle quitte Guingamp pour étudier aux États-Unis, à l'Université de Northwestern Ohio de 2013 à 2014.
Elle devient joueuse du FF Issy en 2014, connaissant une descente en deuxième division, puis rejoint le Dijon FCO en 2016. Elle devient joueuse de l'Olympique de Marseille lors de la saison 2017-2018, et monte en première division pour la saison 2019-2020.

## Palmarès
France -17 ans
- Finaliste de l'Euro des moins de 17 ans en 2011

 Olympique de Marseille
- Vice-championne de France de D2 en 2019.